# 사운드 스테이지

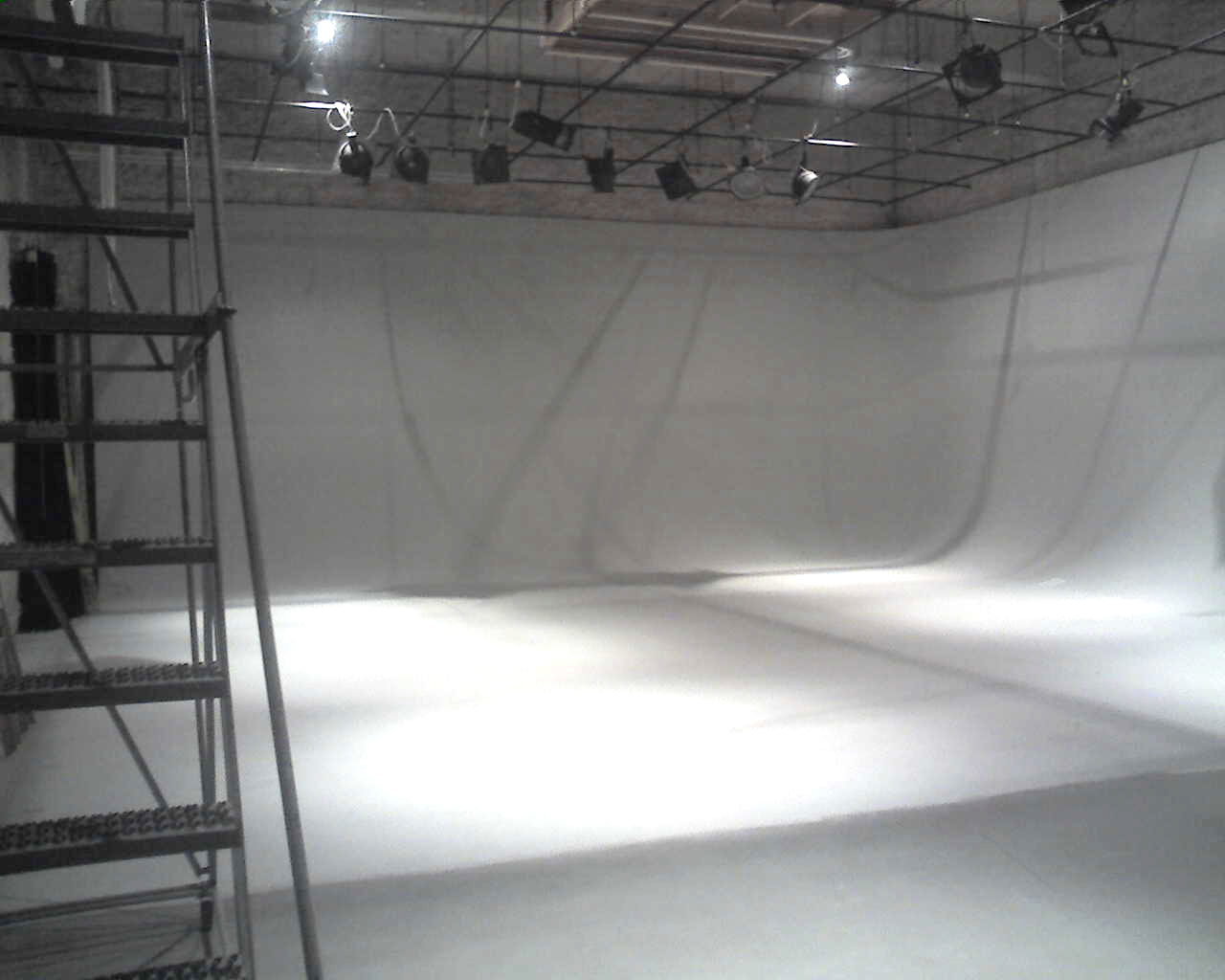
비어있는 사운드 스테이지

사운드 스테이지(sound stage)는 방음처리가 된 격납고 비슷한 건물 혹은 방을 말하며 주로 영화나 TV 드라마 촬영에 쓰인다. 무비 스튜디오가 소유하는 경우가 많다.